# Lễ cưới của Vương tôn William và Catherine Middleton

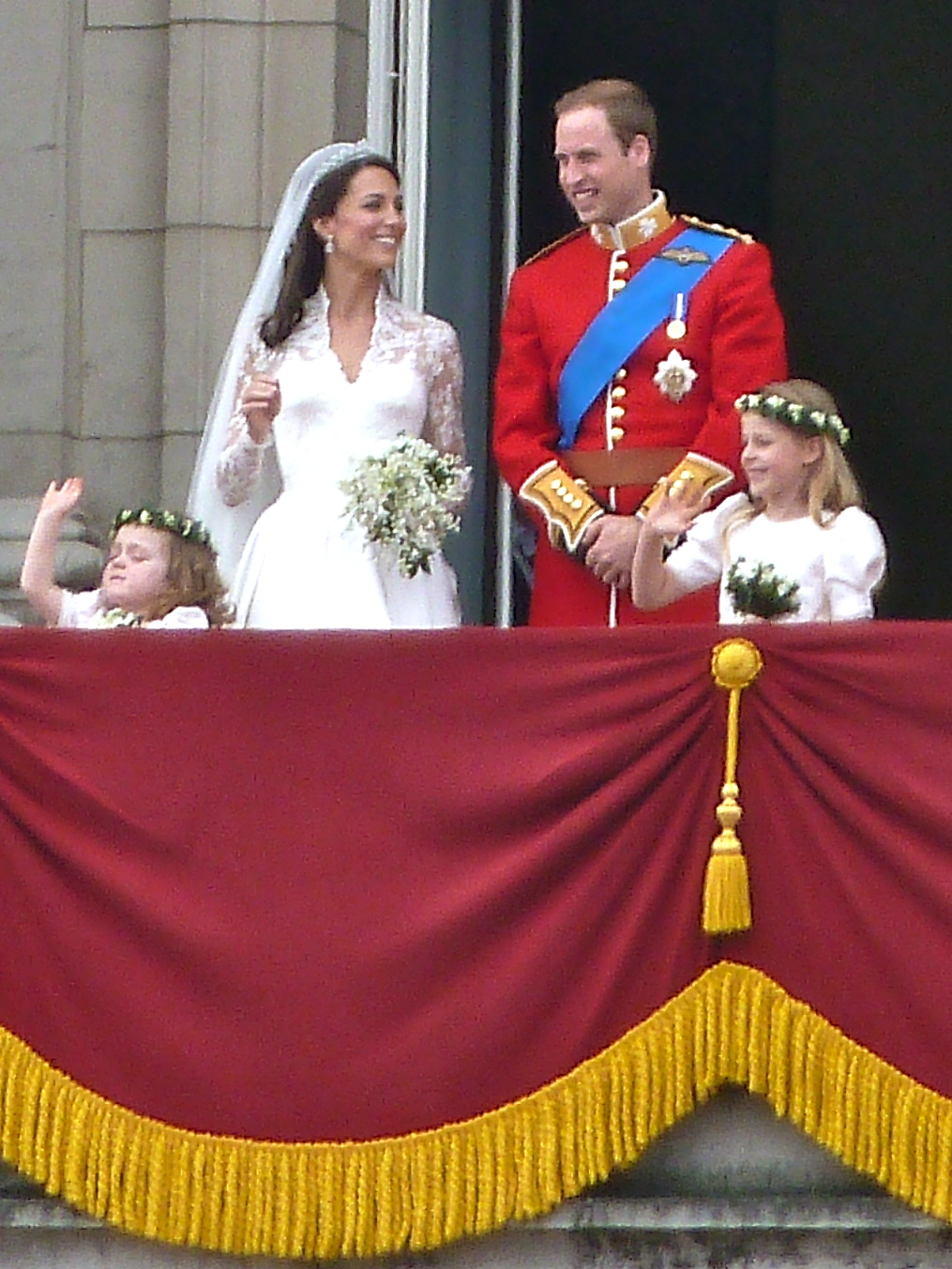
Hai vợ chồng mới cưới là Vương tôn William, Công tước xứ Cambridge và Kate, Công tước phu nhân xứ Cambridge trên ban công của điện Buckingham. Bên trái là cô bé phù dâu Grace van Cutsem và bên phải là phù dâu Margarita Armstrong-Jones.

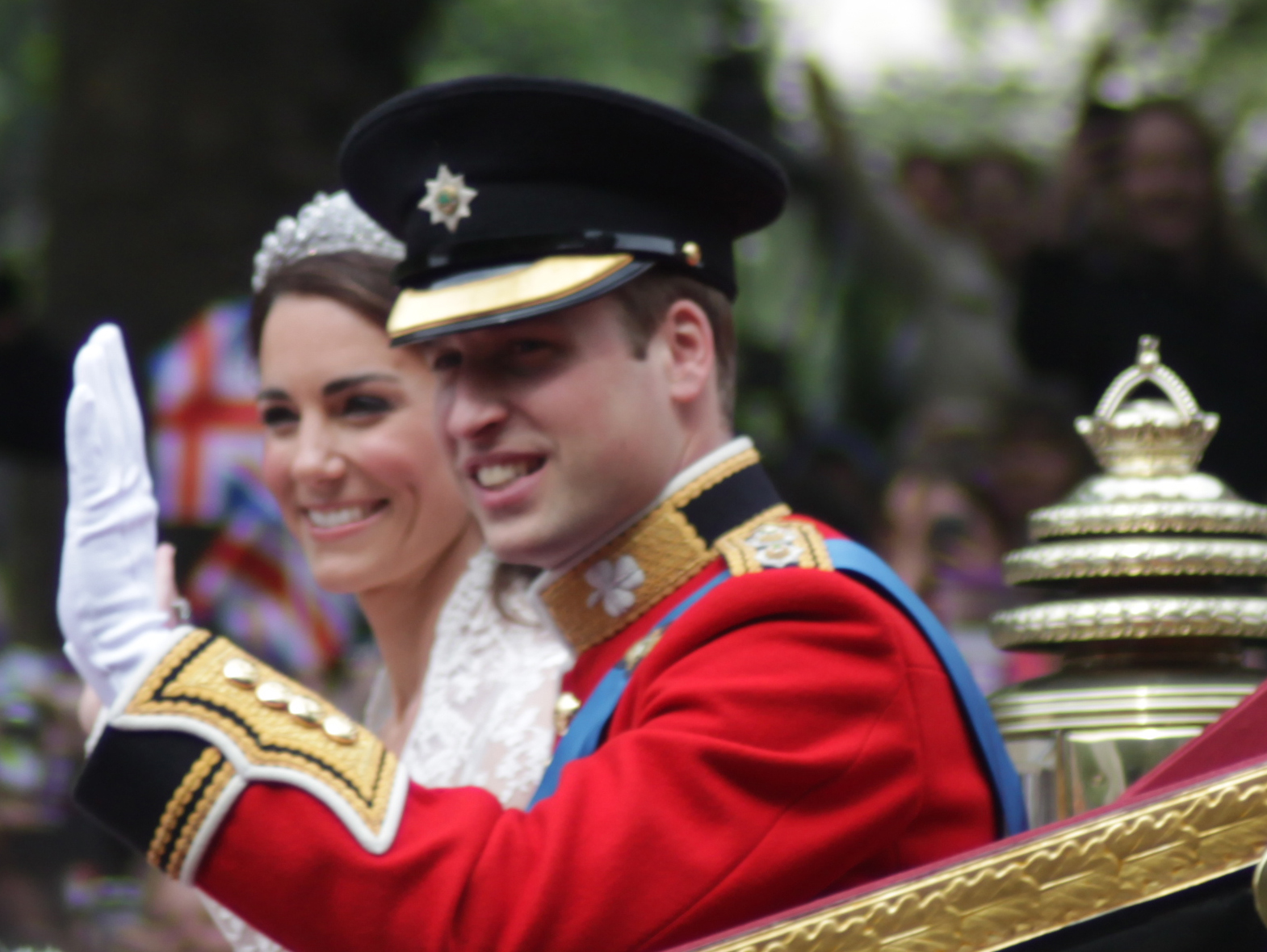
Vương tử William và Catherine Middleton

Lễ cưới của Vương tôn William, Công tước xứ Cambridge, và Kate Middleton diễn ra vào thứ sáu ngày 29 tháng 4 năm 2011 tại Tu viện Westminster, Luân Đôn. Vương tôn William, là người kế vị thứ hai của Nữ vương Elizabeth II, anh gặp Catherine Middleton lần đầu tiên vào năm 2001, khi cả hai đang học tại Đại học St. Andrews. Họ đã hứa hôn vào ngày 20 tháng 10 năm 2010, và việc này được công bố vào ngày 16 tháng 11 năm 2010.
Việc tổ chức lễ cưới và chính bản thân của sự kiện này đã thu hút sự chú ý của các phương tiện truyền thông, nhất là các dịch vụ phát sóng trực tiếp trên khắp thế giới, được so sánh và có những điểm khác biệt trong nhiều mặt với lễ cưới vào năm 1981 của cha mẹ William là Thái tử Charles và Diana Frances Spencer (sau này là Diana, Vương phi xứ Wales). Ước đoán lễ cưới đã thu hút 2 tỉ người xem trên toàn thế giới 24.5 triệu người đã có mặt để xem sự kiện này tại Anh.
Phần lớn sự chú ý tập trung vào hình ảnh của Middleton vì cô chỉ là dân thường (tức là, không mang dòng máu vương tộc hay là một phần của dòng dõi quý tộc) kết hôn với người trong Vương thất. Vài giờ trước buổi lễ, Nữ vương đã phong tước Công tước xứ Cambridge, Bá tước xứ Strathearn, và Nam tước xứ Carrickfergus cho William. Đối với cuộc hôn nhân này, Middleton có tước hiệu trong Vương thất Anh là Vương gia Điện hạ Công tước phu nhân xứ Cambridge chứ không phải là Princess Kate
Vì William là người thừa kế ngôi vua, lễ cưới là một sự kiện quốc gia trọng thể vì vậy, nhiều chi tiết không do cặp đôi này quyết định, ví dụ như danh sách khách mời khoảng 1900. Đó cũng là một ngày lễ ở Anh và đặc trưng nhiều nghi lễ, bao gồm sử dụng xe ngựa của vương thất, và có cả đội kỵ binh hộ tống. Đây cũng là dịp tập trung hầu hết các gia tộc vương thất ở Anh, đồng thời các hoàng tộc vương thất ngoại quốc, nhà ngoại giao và các khách mời do 2 vợ chồng lựa chọn.
Middleton mặc chiếc váy cưới trắng với đuôi áo dài 270 xentimét (110 in), do nhà thiết kế người Anh Sarah Burton may, đồng thời còn có vương miện được Nữ vương ban tặng. Vương tử William mặc bộ đồng phục của cấp bậc Đại tá Binh đoàn Ireland. Phù rể của William là em trai của anh, Vương tôn Harry, trong khi em gái của cô dâu là Pippa, là phù dâu. Lễ cưới bắt đầu từ 11:00 giờ BST (UTC+1). John Robert Hall, Trưởng tu viện Westminster, chỉ đạo buổi lễ, và Rowan Williams, Tổng Giám mục Canterbury, chịu trách nhiệm phần hôn lễ và Richard Chartres, Giám mục Luân Đôn, chịu trách nhiềm phần thuyết giáo. Bài diễn văn được đọc bởi anh trai của cô dâu là James. Sau buổi lễ, cặp vợ chồng mới cưới sẽ diễu hành đến Cung điện Buckingham và xuất hiện theo truyền thống trên ban công, ngoài ra còn có màn biểu diễn máy bay trước khi đám đông tập trung tại The Mall. Sau đó, Vương tử sẽ lái xe chở Công nương một quãng ngắn đến Clarence House bằng chiếc Aston Martin DB6 Volante cổ, được Vương tử Harry và James Middleton trang trí với biển số "JU5T WED".
Sau lễ cưới, cặp đôi này dự định tiếp tục sống tại Isle of Anglesey ở Wales, nơi Vương tử William được bố trí làm phi công cho Không quân Vương thất Anh.

## Cặp vợ chồng

Kết hợp huy hiệu của William và Catherine, Công tước và Công nương xứ Cambridge

Vương tử William là con trai cả của Charles, Thân vương xứ Wales (hiện là Charles III) và Diana, Vương phi xứ Wales, cháu nội của Nữ vương Elizabeth II và Philip, Vương tế Anh. Như vậy, anh là người đứng thứ 2 trong hàng kế vị ngai vàng, sau cha mình trong dòng dõi Vương thất sẽ nắm quyền trị vì 15 nước độc lập hay còn gọi là các Vương quốc Thịnh vượng chung. William được giáo dục tại trường Ludgrove School, Eton College, và Đại học St. Andrews, sau đó anh được bổ nhiệm làm sĩ quan của Học viện Quân đội Vương thất Sandhurst trong trung đoàn Blues and Royals của Đội Kỵ binh. Rồi anh chuyển đến Không lực Vương thất Anh và tiếp tục trở thành một phi công chính thức trong Lực lượng Tìm kiếm và Giải cứu tại RAF Valley, Anglesey.
Catherine "Kate" Middleton là con lớn nhất trong 3 người con của Michael và Carole Middleton. Cô được giáo dục tại trường St Andrew ở Pangbourne, Marlborough College, và trường đại học St Andrews. Sau khi tốt nghiệp, cô làm việc cho một hãng bán lẻ và sau đó cô mua bán phụ kiện, nhiếp ảnh gia các catalogue cho công ty của cha mẹ mình. Cô vốn là người gốc Anh, nhưng có họ hàng xa với người Scotland và có dòng dõi với những người Pháp theo Huguenot. Gia đình bên nội của cô gốc ở Leeds, Tây Yorkshire, trong khi gia đình bên ngoại, nhà Harrisons, thuộc tầng lớp lao động phổ thông và thợ mỏ của tỉnh Durham.
Hai người gặp nhau khi còn là sinh viên của Đại học St. Andrews, họ cũng sống chung tại ký túc xá St Salvator's Hall trong năm đầu tiên của đại học, sau đó họ cũng ở chung căn hộ ký túc xá trong thị trấn 2 năm. Trong khi nghiên cứu về dòng dõi của Catherine, William Addams Reitwiesner phát hiện ra rằng cô ấy có chung tổ tông với Vương tử William; mối quan hệ gần nhất thông qua nguồn gốc chung từ Thomas Fairfax và vợ của ông này là Agnes Gascoigne, con gái của William Gascoigne và vợ của ông ta, nhũ danh Margaret Percy, từ đó có thể thấy William và Catherine là anh em họ đời thứ 14.

## Công bố đính hôn

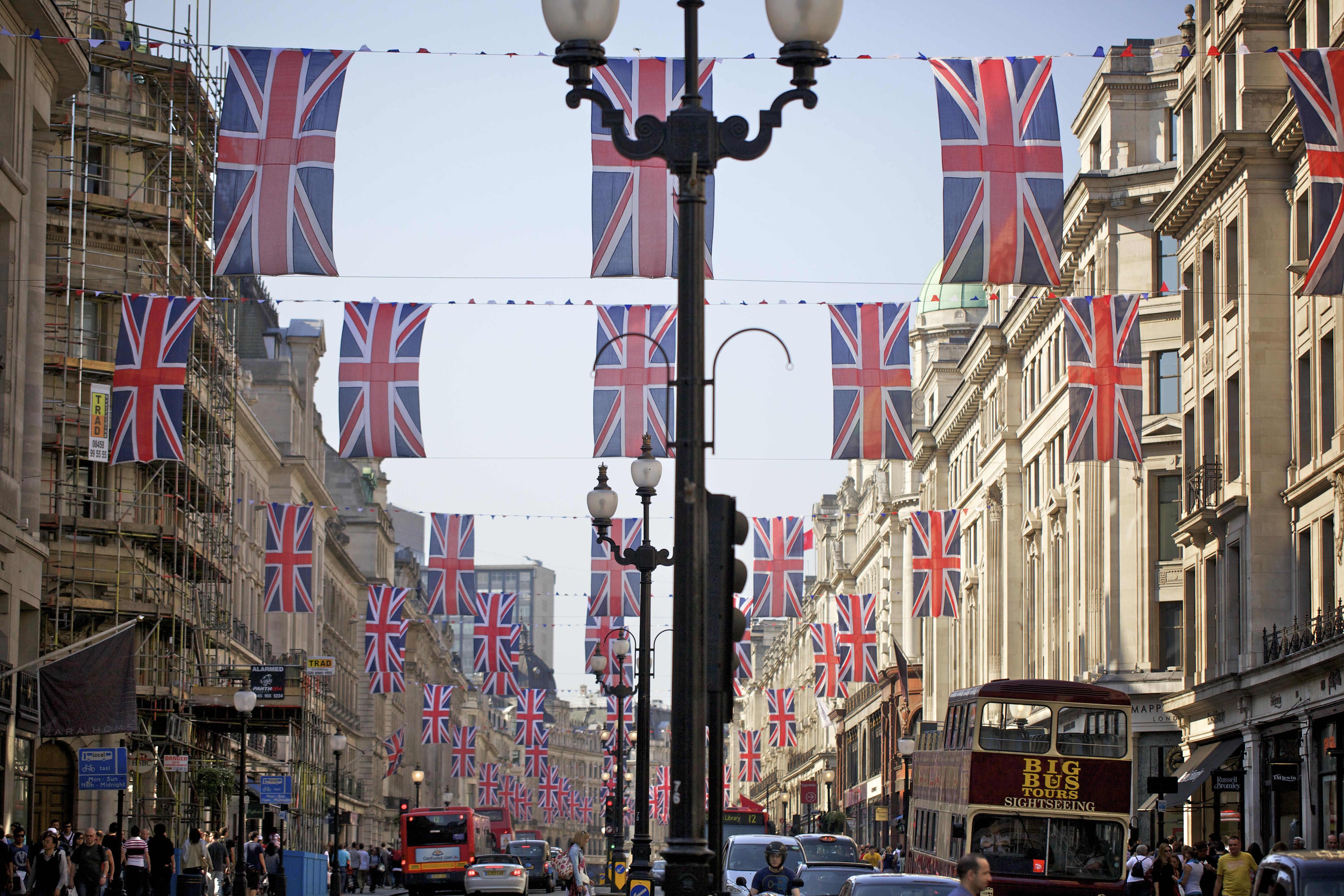
Vài ngày trước lễ cưới, nhiều lá cờ của Liên hiệp Anh được treo trên Phố Regent.

Vào ngày 16 tháng 11 năm 2010, Clarence House thông báo rằng Vương tử William, con trai cả của Charles, Thân vương xứ Wales, sẽ kết hôn với bạn gái quen lâu năm của anh là Catherine Middleton "vào mùa xuân hoặc mùa hè của năm 2011, tại Luân Đôn". Họ đã hứa hôn vào tháng 10 năm 2010 khi tổ chức một kỳ nghỉ riêng tại Kenya; William đã trao cho Middleton chiếc nhẫn đính hôn ngày trước mà mẹ anh, Diana, Vương phi xứ Wales đã chọn—một chiếc nhẫn vàng trắng 18-carat đính một hạt xa-phia 12-carat hình bầu dục và 14 viên kim cương chung quanh. Cùng thời điểm đó họ cũng thông báo rằng sau lễ cưới, hai vợ chồng sẽ sống tại Isle of Anglesey ở Wales, nơi Vương tử William đang phục vụ cho Không lực Vương thất Anh.
Thái tử Charles cho biết ông ấy rất "xúc động... họ đã cùng nhau trải qua đủ lâu rồi", và Nữ vương Elizabeth II nói rằng bà "hoàn toàn vui mừng" cho cặp đôi này, bà đã chính thức đồng ý cho cuộc hôn nhân này, theo quy định của Đạo luật Hôn nhân Hoàng gia năm 1772, cùng với Hội đồng cơ mật Vương thất Anh vào buổi sáng hai người đính hôn. Lời chúc mừng cũng được các thủ tướng của Nữ vương gửi đến, bao gồm cả Thủ tướng Úc Julia Gillard, người có khuynh hướng trung lập đối với chế độ cộng hòa. Phó Giám mục Giám mục xứ Willesden, Pete Broadbent, người có quan điểm cộng hòa, đưa ra những phản ứng gay gắt trên Facebook sau khi Vương thất Anh chính thức công bố cuộc hôn nhân. Sau đó ông đã thừa nhận rằng lời nói của mình mang tính "công kích" và đã xin lỗi. nhưng trưởng tu viện của ông, Richard Chartres, Giám mục xứ Luân Đôn, ra chỉ thị cho Giám mục Broadbent rút khỏi Đoàn mục sư Anh "cho đến khi có thông báo chính thức".
Theo thông cáo báo chí, cặp đôi này sẽ có một buổi phỏng vấn độc quyền cho ITV News với biên tập viên chính trị Tom Bradby và tổ chức một cuộc họp báo tại cung điện St.James. Vào ngày 12 tháng 12 năm, Cung điện Buckingham đã phát hành các bức ảnh đính hôn chính thức, được chụp vào ngày 25 tháng 11, trong phòng quốc gia tại cung điện St. James, do nhiếp ảnh gia Mario Testino chụp.
Công bố đính hôn ban đầu cho biết rằng lễ cưới sẽ được diễn ra vào "mùa xuân hoặc mùa hè của năm 2011.". Vào ngày 23 tháng 11 năm 2010, lễ cưới được xác nhận chính thức sẽ tổ chức vào thứ Sáu ngày 29 tháng 4 năm 2011. Sau đó thông báo thêm rằng sẽ có một kỳ nghỉ lễ trên toàn Liên hiệp Anh, sự xác nhận chính thức do Nữ vương và Hội đồng Cơ mật của Liên Hiệp Anh ban bố vào ngày 15 tháng 12 năm 2010. Lễ cưới cũng được công bố là một kỳ nghỉ lễ chính thức tại Bermuda, Đảo Cayman, Isle of Man, Gibraltar, Guernsey, Jersey, và Đảo Falkland, Montserrat và Turks và Caicos.
Lễ cưới diễn ra vào ngày 29 tháng 4 làm giảm 6 ngày trước cuộc bầu cử Quốc hội Ireland năm 2011 và trưng cầu dân ý ở Anh, điều này thu hút nhiều ý kiến chính trị. John Curtice, một giáo sư chính trị của trường đại học Strathclyde, phát biểu về cuộc bầu cử ở Scotland, ông cho rằng ngày tổ chức lễ cưới thật "không thích hợp" và "rất có khả năng sẽ thấy Vương thất ngày càng bắt kịp các cuộc tranh luận chính trị.".

## Kế hoạch
Lưu ý: Tất cả thời gian trong bài này đều tính theo thời gian mùa hè ở Anh (UTC+1)
Vào ngày 23 tháng 11 năm 2010, Clarence House công bố ngày cưới là 29 tháng 4 năm 2011 (Ngày hội của Thánh Catherine xứ Siena) và địa điểm là Tu viện Westminster.
Cung điện St James thông báo vào ngày 5 tháng 2 rằng buổi lễ sẽ bắt đầu vào 11 giờ địa phương và cô dâu sẽ đến Tu viện bằng xe hơi thay vì bằng xe ngựa (ngày trước là phương tiện truyền thống cho cô dâu hoàng gia.) Các tuyến đường dự kiến đi dọc theo The Mall, qua Horse Guards Parade, rồi xuống Whitehall để tới tu viện.
Trước đó những người lái ô tô và người đi bộ đã được báo trước về việc sử dụng con đường trong buổi lễ. Hội Ô tô (AA) khuyên những người dân lái ô tô hãy chuyển đến các tuyến đường khác vì Trung tâm Luân Đôn gần như bị cô lập.

### Chi phí

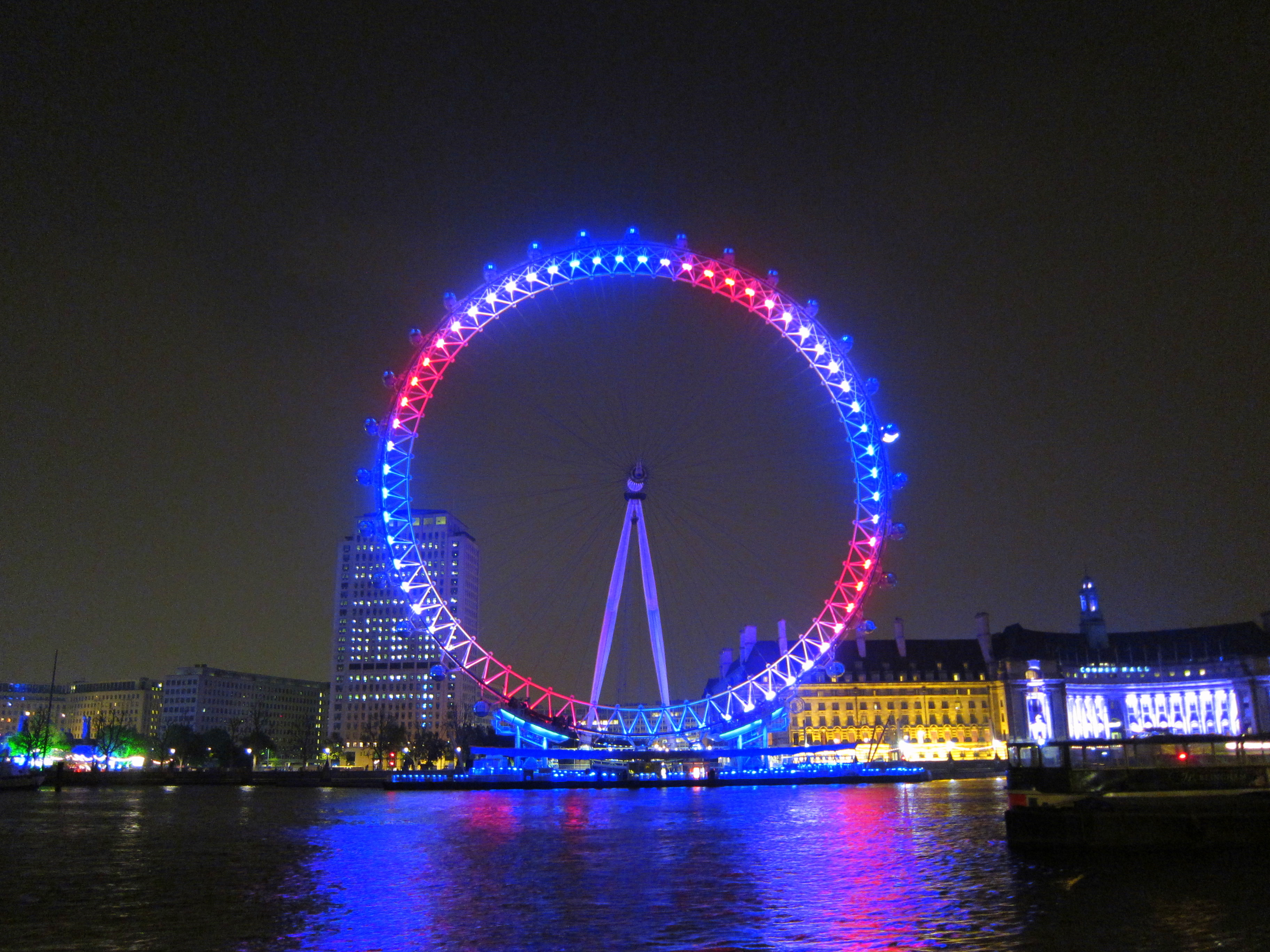
Vào buổi tối lễ cưới, London Eye thắp đèn hiện lên màu của cờ Liên hiệp Anh.

Lễ cưới cũng được thông báo về chi phí do Vương thất và gia đình Middleton chịu trách nhiệm, trong khi chi phí an ninh và giao thông sẽ được Kho bạc nhà nước Anh chi trả. Cặp vợ chồng cũng đã xin phép các loại quà cưới sẽ được đóng góp từ thiện thay vì truyền thống trước đây; để thực hiện, họ thành lập Quỹ Quà tặng Từ thiện của Vương tử William và Quý cô Catherine Middleton, tập trung vào việc hỗ trợ các tổ chức từ thiện như trong vụ động đất ở New Zealand, Lính đồng minh biên phòng Canada và Hội Động vật học Luân Đôn.
Chi phí tổng thể của đám cưới được báo cáo là 20 triệu bảng Anh. Tờ báo Herald Sun của Úc ước tính chi phí khoảng 32 triệu cho khoảng an ninh và 800,000 Đô la Úc cho phần hoa cưới. Ước tính đáng tin cậy của chi phí vào các ngày nghỉ lễ đặc biệt tính cả các khoảng khác nhau của đám cưới nằm trong khoảng 1,2 tỉ bảng Anh và 2,9 tỉ. Theo căn cứ của Cơ quan du lịch thuộc chính phủ VisitBritain ước đoán đám cưới sẽ gây ra một sự bùng nổ du khách kéo dài đến vài năm, và cuối cùng thu hút hơn 4 triệu du khách, đem về 2 tỉ bảng Anh cho ngành Du lịch ở Vương quốc Anh. Tuy nhiên, người đứng đầu về nghiên cứu và dự báo của VisitBritain là David Edward lại có quan điểm trái ngược, ông cho rằng có nhiều bằng chứng cho thấy đám cưới vương thất sẽ có tác động tiêu cực đến du lịch trong nước.

### Danh sách khách mời
Vào ngày 16 và 17 tháng 2, 3 bộ danh sách khách mời được gửi đi có tên của Nữ vương. Vì William không phải là người thừa kế chính thức, nên lễ cưới này không phải là một "dịp trọng thể quốc gia". Do đó mà Vụ lễ tân tuyên bố rằng nhiều khách mời (hoặc những người kế nhiệm của họ) được mời trong đám cưới của Thân vương Charles và Diana, Vương phi xứ Wales vào ngày 29 tháng 7 năm 1981 sẽ không cần phải mời trong lễ cưới của William. Có hơn một nửa số khách mời là gia đình và bạn bè của hai vợ chồng, mặc dù cũng có nhiều nhà lãnh đạo của Khối thịnh vượng chung Anh (bao gồm các nhà toàn quyền đại diện cho Nữ vương trong Khối thịnh vượng chung Anh ngoài Liên hiệp Anh, các thủ tướng của Khối thịnh vượng chung, và người đứng đầu chính phủ của các nước trong Khối), thành viên của các tổ chức tôn giáo, một số quân đoàn ngoại giao, các quan chức quân sự, thành viên của Vương thất Anh, một số tông thất của các hoàng gia vương thất khác, đại diện các tổ chức từ thiện của William và một số người Vương tử William có quan hệ kinh doanh chính thức. Mặc dù cung điện St Jame từ chối công bố tên khách mời, một sự cố của các khách mời được công bố trong một danh mục - danh sách đó không đề cập đến các nguyên thủ nước ngoài, mặc dù nó cũng chỉ ra có khoảng 40 thành viên hoàng gia khác được mời.
Danh sách đầu tiên bao gồm khoảng 1900 người tham dự buổi lễ trong tu viện. Danh sách thứ 2 có khoảng 600 người được mời ăn bữa trưa tại điện Buckingham, do Nữ hoàng tổ chức. Danh sách cuối cùng, bao gồm khoảng 300 cái tên, được mời đến dự tiệc tối được Thân vương xứ Wales tổ chức.
Vào ngày 19 tháng 4 Đức Hồng y Sean Brady, Tổng Giám mục Toàn Ireland, cho biết ông sẽ tham dự lễ cưới. Lời mời đến sự kiện này và sự chấp nhận của Đức Hồng y được cho là "chưa từng có" từ một người phát ngôn của Công giáo Ireland. Người phát ngôn đó cho rằng lời mời được gửi đến dành tặng cho những đóng góp Đức Hồng y trong quá trình lập lại hòa bình ở Bắc Ireland.

### Lộ trình

Lộ trình đường đi của cô dâu và chú rể đến buổi lễ tại Tu viện Westminster

Tuyến đường của cô dâu và chú rể đi từ Buckingham Palace đến Tu viện Westminster, qua The Mall, Clarence House, qua Horse Guards Road, Horse Guards Parade, đến Horse Guards Arch, Whitehall, phía nam của quảng trường Parliament, và Broad Sanctuary.
Sau buổi lễ, cô dâu chú rể sẽ trở về dọc theo tuyến đường tương tự bằng xe ngựa đến tiệc chiêu đãi do Nữ vương tổ chức tại Cung điện Buckingham. Còn Thân vương xứ Wales tổ chức một buổi tiệc tối riêng, không có Nữ vương tham dự.

### Thời gian
Vào lúc 6 giờ sáng, các con đường trong và xung quanh lộ trình đám rước đã được phong tỏa cho việc đi lại. Từ 8 giờ 15 phút sáng, tổng giáo đoàn, các nhà toàn quyền, thủ tướng của Khối thịnh vượng chung Anh và các nhà ngoại giao tất cả đều đã đến Tu viện. Sau đó Vương tử William và Harry rời Clarence House vào lúc 10 giờ 10 phút sáng trong chiếc xe Bentley State Limousine, và đến tu viện lúc 10 giờ 18 phút, theo sau là đại diện của các hoàng gia vương thất nước ngoài, gia đình Middleton, và gia đình của chính Vương tôn (Anne, Vương nữ Vương thất; Vương tử Andrew, Công tước xứ York; Vương tôn nữ Beatrice xứ York; Vương tôn nữ Eugenie xứ York; Vương tử Edward, Bá tước xứ Wessex và Sophie, Bá tước phu nhân xứ Wessex; Phó đô đốc Timothy Laurence; Charles, Thân vương xứ Wales và Camilla, Công tước phu nhân xứ Cornwall). Theo truyền thống, Nữ vương Elizabeth II và Vương tế Philip là những thành viên cuối cùng của Vương thất rời Cung điện Buckingham và đến tu viện vào lúc 10 giờ 48 phút sáng. Bên phía nhà dâu rời khách sạn Goring trong chiếc xe Rolls-Royce Phantom VI vào 10 giờ 52 phút, đúng lúc cho buổi lễ bắt đầu vào lúc 11 giờ. Buổi lễ kết thúc lúc 12 giờ 15 phút, sau khi đôi vợ chồng mới cưới đến Cung điện Buckingham với đám rước bao gồm các thành viên Vương thất khác, cha mẹ của cô dâu và chú rể, phù dâu và phù rể. Vào lúc 1 giờ 25 phút trưa, cặp đôi này sẽ xuất hiện trên ban công của Điện Buckingham để xem một đoàn máy bay bay diễu gồm có máy bay ném bom Avro Lancaster, máy bay chiến đấu Supermarine Spitfire và một máy bay phản lực Hawker Hurricane, theo sau là 2 chiếc Typhoons từ RAF Coningsby và 2 chiếc Tornado GR4 từ RAF Leuchars xếp thành một hình kim cương.

## Buổi lễ

### Địa điểm

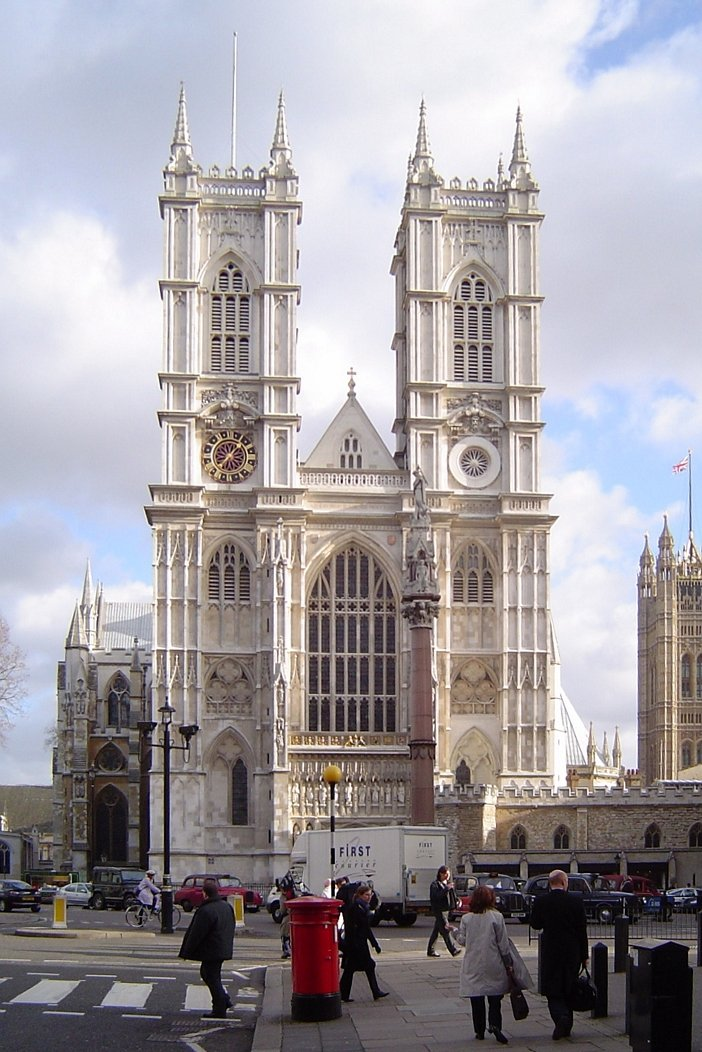
Tu viện Westminster đã từng là địa điểm của lễ đăng quang ngai vàng và nhiều lễ cưới hoàng gia.

Tu viện Westminster được xây dựng vào năm 960, có một vị thế đặc biệt và được biết đến là một "Giáo khu độc lập của Vương thất". Mặc dù tu viện đã từng là địa điểm cho các lễ đăng quang ngôi vua từ năm 1066, chỉ mới gần đây tu viện mới được lựa chọn cho các lễ cưới vương thất. Trước năm 1918, hầu hết các đám cưới vương thất tổ chức tại các nhà thờ vương thất tại cung điện St. Jame và nhà thờ St. George tại Lâu đài Windsor. Tu viện có sức chứa khoảng 2000 người, và là địa điểm tổ chức các lễ cưới vương thất gần đây, bao gồm lễ cưới của Vương nữ Elizabeth (sau là Nữ vương Elizabeth II) và Philip Mountbatten (sau là Vương tế Philip) (1947), Vương nữ Margaret và Antony Armstrong-Jones (1960), Vương nữ Anne và Mark Phillips (1973), và Vương tử Andrew với Sarah Ferguson (1986). Có phần trang trí nổi bật được thêm vào bên trong Tu viện cho buổi lễ là một con đường có trồng cây cao 20 foot 2 bên, 6 cây gỗ thích và 2 cây trăn xếp hai bên lối đi vào giáo đường.

### Phía nhà dâu
Phá vỡ thông lệ truyền thống, chú rể có phù rể là em trai của Vương tôn - Vương tử Harry—chứ không phải một người chống đỡ, trong khi cô dâu chọn em của mình là Pippa làm phù dâu chính.
Có cả thảy 4 phù dâu và 2 cậu bé thị đồng:
- Louise Windsor, con gái 7 tuổi của Vương tử Edward, Bá tước xứ Wessex và Sophie, Bá tước phu nhân xứ Wessex
- Margarita Armstrong-Jones, con gái 8 tuổi của David Armstrong-Jones, Tử tước xứ Linley và Serena Armstrong-Jones, Nữ Tử tước xứ Linley
- Grace van Cutsem, con gái 3 tuổi của Hugh van Cutsem - bạn của cả hai vợ chồng
- Eliza Lopes, cháu ngoại 3 tuổi của Camilla, Công tước phu nhân xứ Cornwall
- William Lowther-Pinkerton, con trai 10 tuổi của thư ký riêng của Wiiliam là thiếu tá Jamie Lowther-Pinkerton
- Tom Pettifer, con trai 8 tuổi của bảo mẫu "Tiggy" Pettifer trước đây của cả hai Vương tử William và Harry.

### Trang phục cưới

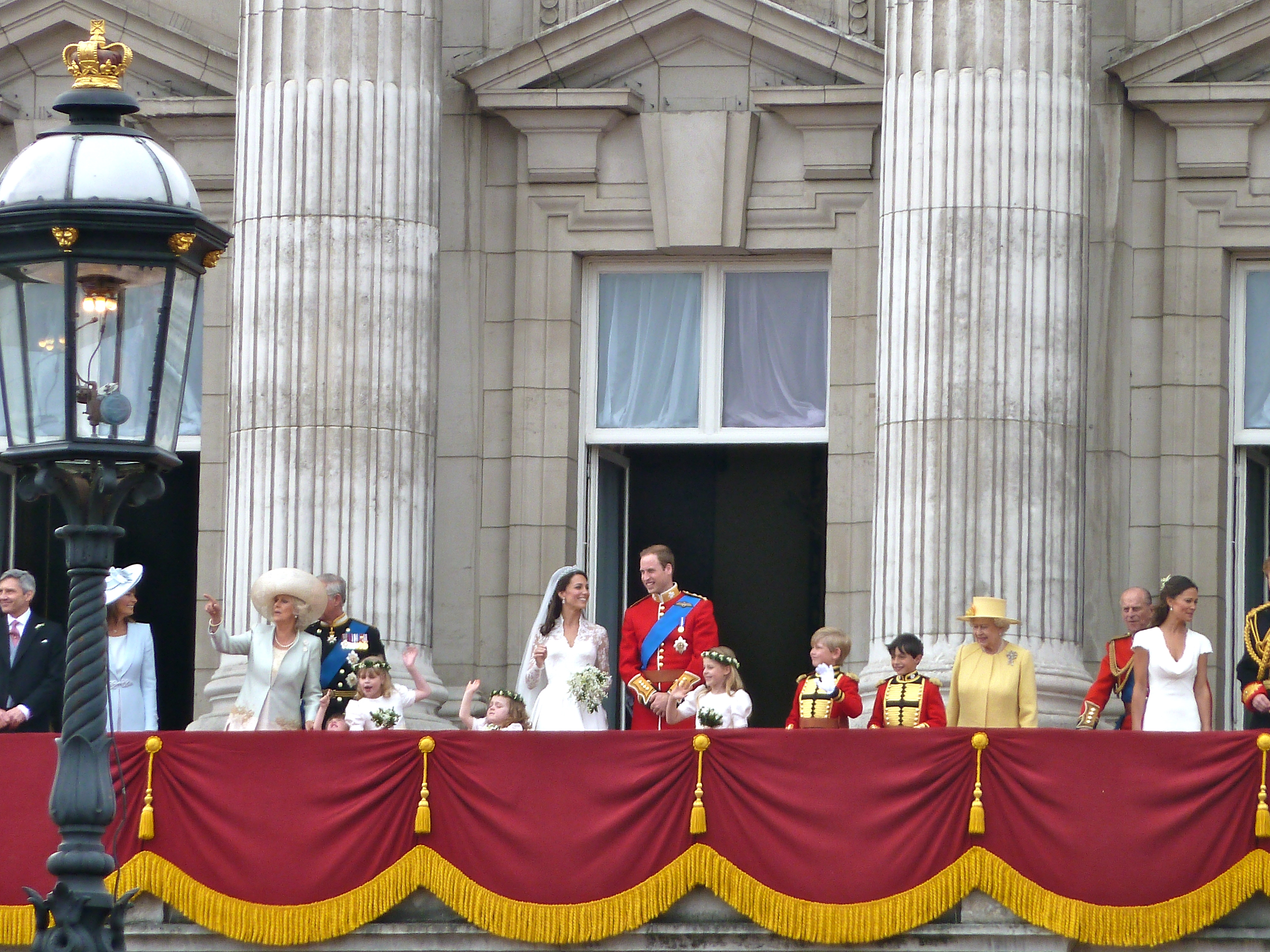
Cặp vợ chồng mới kết hôn và gia đình 2 bên xuất hiện trên ban công của Cung điện Buckingham. Từ trái sang phải: Michael Middleton, Carole Middleton, Camilla, Công tước phu nhân xứ Cornwall, Charles, Thân vương xứ Walws, Eliza Lopes, Tông nữ Louise Windsor, Grace van Cutsem, Catherine Middleton, Vương tôn William, Margarita Armstrong-Jones, Tom Pettifer, William Lowther-Pinkerton, Nữ vương Elizabeth II, Vương tế Philip, Pippa Middleton, Vương tử Harry.

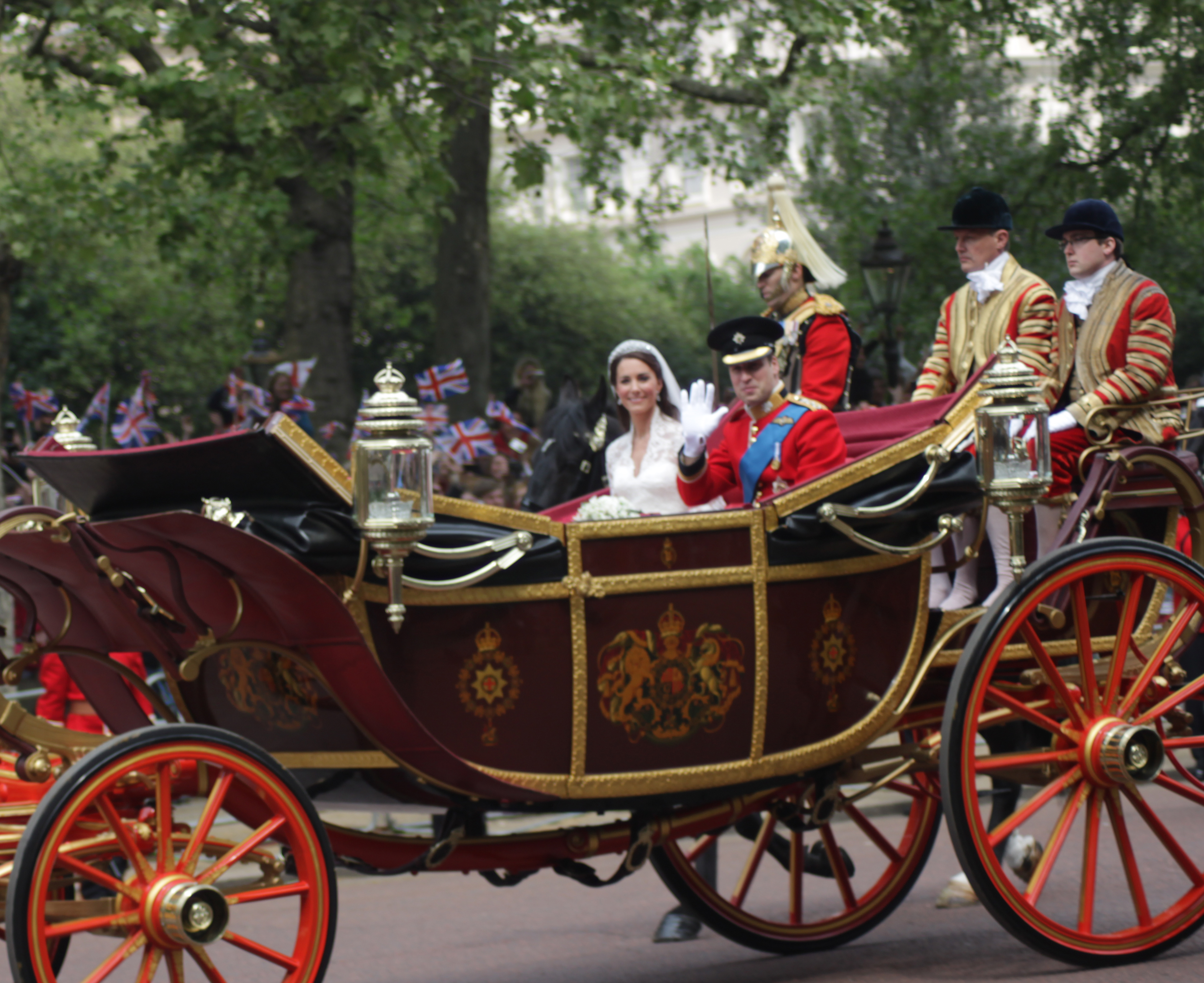
Hai vợ chồng trở về từ tu viện đến cung điện Landau

#### Cô dâu
Váy cưới của cô dâu được thế kế bởi nhà thiết kế thời trang người Anh Sarah Burton thuộc nhãn hiệu Alexander McQueen,, may bằng lụa satanh và nổi bật với phần may ren tay áo và một phần thân áo trước. Phần thiết kế vải ren hoàn toàn làm thủ công bằng cách sử dụng phương pháp may bắt nguồn từ Ireland vào những năm 1820 gọi là Carrickmacross, người ta cắt ren thành những mẫu hoa hồng, cây kế, hoa thủy tiên và cỏ ba lá, rồi may ghép vào vải lụa tuyn màu ngà từng cái một. Những mẫu ren đính này được may thủ công tại trường Trường Thêu thùa may vá Vương thất, trong cung điện Hampton Court. Mạng che mặt may đính vào mũ miện của hãng Cartier, làm vào năm 1936 và được Nữ vương cho mượn. Đây là vật mà cha của Nữ vương, Công tước xứ York (sau này là Vua George VI) mua tặng cho Công nương (sau này là Vương hậu Elizabeth) 3 tuần trước khi ông nối ngôi vua của anh mình là Edward VIII (Công tước xứ Windsor). Vương nữ Elizabeth (là Nữ vương hiện tại) nhận vương miện này từ mẹ của mình vào sinh nhật thứ 18 của bà. Để tránh vương miện bị rơi ra, như đã xảy ra vào đám cưới của Diana, Vương phi xứ Wales và Thái tử Charles vào năm 1981, nhà thiết kế của Catherine đã "chải ngược tóc lên đỉnh đầu để tạo một phần nền giúp cho vương miện giữ thật chặt, sau đó bện một ít tóc ở giữa và đính vào."
Theo phong tục truyền thống của cô dâu là "Một thứ cũ, một thứ mới, một thứ được cho mượn, một thứ màu xanh", phần váy áo của Middleton có sự sắp xếp các mẫu thêu truyền thống Carrickmacross ("cũ"), chiếc nhẫn kim cương được cha mẹ mình trao cho ("mới"), mũ miện của Nữ vương ("được cho mượn"), và một chiếc nơ màu xanh được may trên vạt áo ("màu xanh"). Giày của cô dâu cũng của hãng Alexander McQueen và có những mẫu thêu hợp với váy được đính lên bằng những học viên trường Royal School of Needlework.
Hoa cưới được thiết kế bởi Shane Connolly, khung hoa cưới bao gồm hoa mía, hoa lan chuông, hoa cẩm chướng và hoa lan dạ hương.
Tóc của Middleton được uốn lọn nhẹ trong ngày cưới bởi nhà tạo mẫu tóc James Pryce của Richard Ward Salon. Cô nhận được những lời khuyên trang điểm riêng từ Arabella Preston và toàn bộ phía nhà dâu được "hỗ trợ trang điểm nghệ thuật" từ chuyên viên trang điểm từ Bobbi Brown là Hannah Martin, nhưng rốt cuộc thì Middleton tự trang điểm trong sự kiện này. Phần mắt được miêu tả là "đôi mắt nhẹ màu khói" với đôi môi và má hồng. Móng tay của cô dâu được vẽ bởi Marina Sandoval với hỗn hợp 2 màu bóng: "vừa đủ hồng" và "hơi phớt màu be" để làm nổi bật nước da và váy cưới của cô dâu.

#### Phù dâu
Phù dâu chính Pippa Middleton cũng mặc một chiếc váy dài thiết kế bởi Sarah Burton thuộc hãng Alexander McQueen. Bộ váy được miêu tả là làm bằng "vải kếp giả satanh nặng và có màu ngà, cổ lọ sâu xuống với cùng mẫu cúc áo và ren giống như váy của cô dâu." Giống như chị mình, cô nhận được phần "hỗ trợ trang điểm nghệ thuật" của chuyên viên trang điểm Hannah Martin từ hãng Bobbi Brown, nhưng không rõ ai là người thực sự trang điểm cho cô trong ngày cưới. Tóc của cô được uốn nhẹ nửa trên, phần tóc bên dưới được tạo mẫu bởi Richard Ward Salon và được uốn rủ xuống, phần gài tóc được làm bằng lá thường xuân và hoa lan chuông để phù hợp với bó hoa của Catherine.
Các cô bé phù dâu mặc những chiếc váy thiết kế bởi Nicki Macfarlane, được may tay với sự giúp đỡ của con gái của Macfarlane là Charlotte, tại nhà của họ ở Wiltshire và Kent. Các bộ váy dài này cũng làm giống mẫu của cô dâu và có cùng loại vải, các chi tiết cúc áo dọc lưng. Được miêu tả là "có độ dài giống trang phục ba lê, xếp li rộng" và được viền bằng tay những dải đăng ten English Cluny. Những vòng hoa thường xuân và hoa lan chuông đội trên đầu cho phù hợp với khăn trùm đầu của mẹ Catherine vào đám cưới của bà năm 1981 với Michael Middleton.
Tất cả phù dâu đều mặc giày lụa satin theo phong cách Mary Jane với một khóa cài pha lê của hãng Swarovski thiết kế bởi Câu lạc bộ Devon-based Rainbow. Hoa của phù dâu được thiết kế và tạo kiểu bởi Shane Connolly và làm giống với bó hoa của Catherine: gồm hoa lan chuông, hoa thơm và hoa lan dạ hương.
Trang phục của các cậu bé thị đồng được thiết kế bởi Kashket và Đồng sự với phong cách một "Sĩ quan bộ binh trong thời Nhiếp chính (vào những năm 1820)" với một phù hiệu từ Binh đoàn Ireland, và Đại tá là Vương tử William. Áo khoác ngoài màu đỏ với dây viền vàng và có quốc huy của Ái Nhĩ Lan trên cổ áo. Các cậu bé này mang một khăn thắt vàng và đỏ thẫm (với tua rua) vòng quanh thắt lưng, theo truyền thống của sĩ quan trong Binh đoàn Ái Nhĩ Lan, đại diện như một thành viên của Vương thất Anh.

#### Chú rể và phù rể

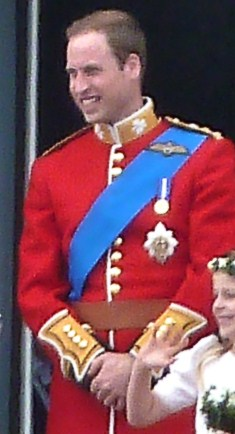
Vương tôn William mặc đồng phục

Vương tử William mặc đồng phục sĩ quan cưỡi ngựa của binh đoàn Ireland trong hàng ngũ danh dự của Binh đoàn với mũ quân đội làm bằng da gấu. Vì là một trung úy phục vụ trong Không lực Vương thất Anh, đồng thời cũng giữ cấp bậc tương đương trung úy trong Hải quân Vương thất và cấp bậc đại úy trong đội Kỵ binh Vương thất, nên William có thể chọn mặc đồng phục của bất cứ hàng ngũ cấp chức nào. Tuy nhiên, vì anh đã được bổ nhiệm là Đại tá của Binh đoàn Ireland vào ngày 10 tháng 2 năm 2011, nên anh đã chọn đồng phục của binh đoàn này thay vì đồ của Binh đoàn Anh. Vì anh cũng là một Hiệp sĩ bậc Ga-tơ (bậc cao nhất) của Vương thất Anh, do đó anh đeo một dải nẹp màu xanh biển, được gắn thêm phù hiệu phi công của Không lực Vương thất Anh và Huân Chương Vàng do Nữ vương trao tặng. Đồng phục được may và cắt bởi Kashket cùng các đồng sự. William không mang kiếm vì anh phải tiến vào nhà thờ.
Vương tử Harry mặc bộ đồng phục Đại úy của đội Kỵ binh Vương thất Anh, với một cái mũ quân đội và phù hiệu của Hiệp sĩ ưu tú Vương thất. Anh đeo nhiều dây tua vàng, một chiếc dây đeo vòng và thắt lưng vàng có dải đeo gươm, nhưng không có gươm. Anh mang phù hiệu phi công của Quân đoàn Không quân và Huân chương Vàng cùng Huân chương Sẵn sàng Phục vụ cho Afghanistan.
Nhà thiết kế Marlon Kashket làm việc cùng các vương tử nhằm ghi nhận những điều họ quan tâm đối với trang phục. Một người thì chú ý đến sự nóng bức trong Tu viện, vì thế nhà thiết kế đã sử dụng loại vải đặc biệt hút mồ hôi mà trông vẫn đẹp. Thêm nữa, quân phục theo truyền thống không có túi, nhưng Vương tử yêu cầu phải có thứ gì đó giống túi thêm vào trang phục của Harry để nhẫn cưới của Catherine không bị mất.

### Buổi lễ
Buổi lễ được họ nhà gái chọn lựa là Series One hầu như giống với sách Kinh 1928 Prayer Book. Trưởng tu viện xứ Westminster, John Hall, ông đã làm lễ cho hầu hết các buổi lễ Vương thất với Rowan Williams, Tổng Giám mục xứ Canterbury.